# Theotima minutissima
Theotima minutissima és una espècie d'aranya araneomorfa de la família dels oquiroceràtids (Ochyroceratidae). Fou descrita per primera vegada l'any 1929 per Aleksandr Petrunkévitx. Es tracta d'una aranya molt petita, d'uns 0,9 mm.

## Distribució
Té una distribució pantropical. Es troba a Panamà, Filipines, Indonèsia, Tailàndia i Guam. És especialment abundant entre les fulles del bosc tropical d'El Yunque, Puerto Rico.
Curiosament, amb més de mil espècimens recollits durant molts anys, mai s'ha trobat un mascle. Se sap que, com a mínim, aquesta espècie, i possiblement altres del gènere Theotima, es reprodueixen per partenogènesi.
El seu hàbitat preferit és entre la fullaraca de petites fulles en boscos amb una capa inferior d'arbustos. Així mateix, també la trobem en boscos foscos i humits on les fulles es podreixen més fàcilment, com els boscos de banús. Viu preferentment per sota dels 800 metres d'altitud.